# Урок (филм)
Урок (енгл. Jinxed) је амерички телевизијски филм из 2013.
Филм је премијерно емитован 29. новембра 2013. у САД. У Србији, Црној Гори, Босни и Херцеговини и БЈР Македонији, филм је премијерно емитован 12. октобра 2014. на каналу Никелодион синхронизован на српски језик. Синхронизацију је продуцирао студио Голд Диги Нет.

## Радња
Пре сто година једна је вештица бацила зле чини на породицу Марфи због чега их и дан данас прати несрећа. Млада Мег жели томе да стане на крај након што им је кућа по ко зна који пут уништена у бизарној несрећи.

## Улоге
| Име лика      | Глумац |
| ------------- | ------ |
| Мег Марфи     |        |
| Брет Олири    |        |
| Чарли Марфи   |        |
| Ајви Мареј    |        |
| Томи Марфи    |        |
| Госпођа Марфи |        |
| Марк Марфи    |        |
| Деда          |        |
| Виолета       |        |
| Кејтлин Олири |        |
| Остале улоге  |        |